# Plusiodonta africana
Plusiodonta africana är en fjärilsart som beskrevs av Holland 1894. Plusiodonta africana ingår i släktet Plusiodonta och familjen nattflyn. Inga underarter finns listade i Catalogue of Life.